# Attila Farkas
Attila Farkas (ur. 5 października 1978 w Pjongjangu) – węgierski piłkarz występujący na pozycji środkowego obrońcy i trener piłkarski.

## Życie prywatne
Ma brata bliźniaka Viktora, który także jest piłkarzem.